# Olivine
Pour les articles homonymes, voir Olivine (homonymie).
L'olivine est un minéral du groupe des silicates (sous-groupe des nésosilicates), de composition (Mg,Fe)2SiO4. Elle cristallise dans le système orthorhombique.
L'olivine n'a pas le statut d'espèce reconnue par l'Association internationale de minéralogie, car « olivine » est le nom générique de tous les minéraux de la série forstérite (Mg2SiO4) – fayalite (Fe2SiO4).
La variété gemme de la forstérite est utilisée comme pierre fine en joaillerie sous le nom de péridot.

## Historique de la description et appellations

### Inventeur et étymologie
L'olivine fut décrite en 1790 par le minéralogiste allemand Abraham Gottlob Werner ; son nom dérive de sa couleur vert olive.

## Caractéristiques physico-chimiques

### Cristallochimie
La formule générale des olivines est XYTO4, où :
- T = cation tétraédrique (Si) ;
- Y = cation bivalent dans les sites octaédriques M2 ;
- X = cation bivalent dans les sites octaédriques M1.

La composition des olivines naturelles est comprise dans un tétraèdre ayant pour sommets les phases :
- forstérite (Fo) : Mg2SiO4 ;
- fayalite (Fa) : Fe2SiO4 ;
- téphroïte (Te) : Mn2SiO4 ;
- larnite[c] (La) : Ca2SiO4.

Le membre calcique est un constituant important du ciment Portland et des scories métallurgiques. Il entre aussi dans la composition des fertilisants agricoles. Il donne plusieurs polymorphes et dans la nature il se présente rarement avec la structure olivine, bien que celle-ci soit la phase de basse température.
Dans le tétraèdre de composition on observe deux lacunes de miscibilité, qui correspondent aux phases :
- monticellite : CaMgSiO4 ;
- kirschsteinite : CaFeSiO4.

Par analogie, on donne aussi un nom particulier à deux autres composants intermédiaires même s’ils ne constituent pas des phases séparées :
- picrotéphroïte : MnMgSiO4 ;
- knébélite : MnFeSiO4.

Le long de l’axe Fo-Fa, on trouve les olivines les plus importantes, qui sont classées de la manière suivante :
- Fo100-Fo90 : forstérite ;
- Fo90-Fo70 : chrysolite ;
- Fo70-Fo50 : hyalosidérite ;
- Fo50-Fo30 : hortonolite ;
- Fo30-Fo10 : ferrohortonolite ;
- Fo10-Fo0 : fayalite.

Des olivines contenant d'importantes quantités de zinc et des teneurs mineures en nickel et chrome sont aussi connues.

### Cristallographie
L'olivine possède un fort relief à l'observation au microscope polarisant, ainsi qu'une forte biréfringence, teintes vives du 2e au 3e ordre au microscope polarisant en lumière analysée (LPA).

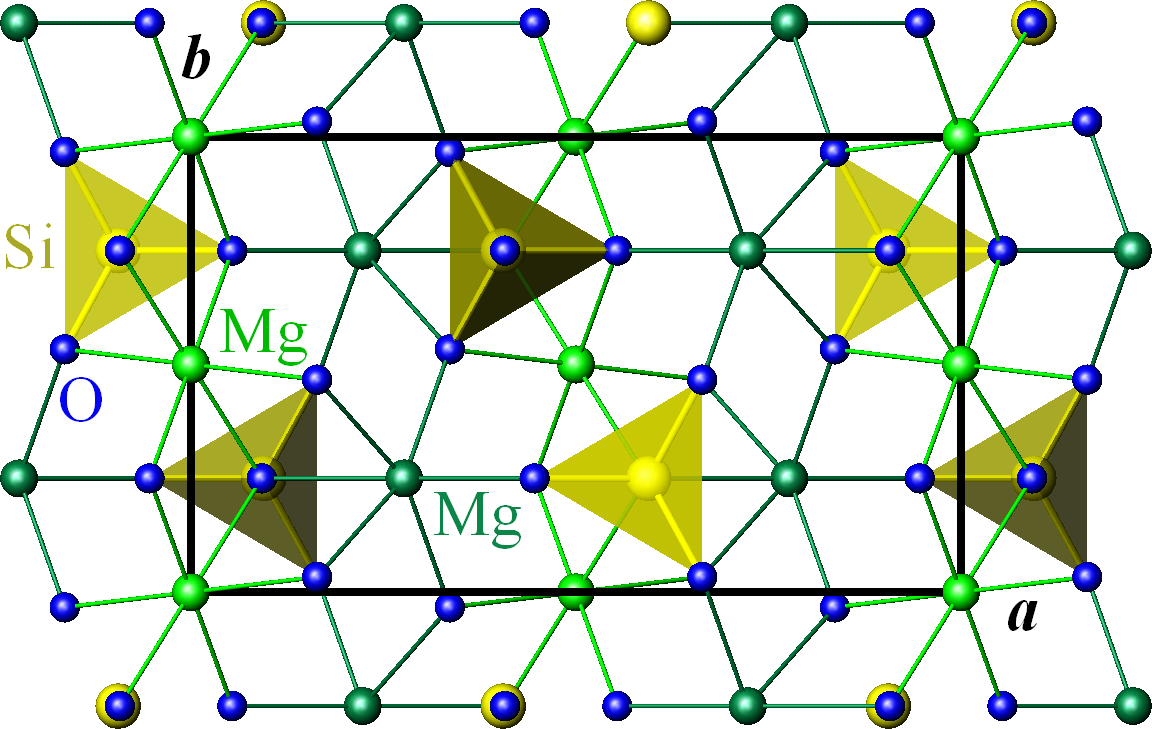
Structure cristalline de l'olivine Mg_{2}SiO_{4} projetée sur le plan (a, b). Vert : Mg, jaune : Si, bleu : O. Le parallélépipède noir représente la maille conventionnelle.

L'olivine Mg2SiO4 (forstérite) cristallise dans le groupe d'espace Pnma, avec les paramètres de maille {\displaystyle a} = 10,091 Å, {\displaystyle b} = 5,961 Å et {\displaystyle c} = 4,730 Å (Z = 4 unités formulaires par maille). Le volume de la maille conventionnelle est 284,52 Å3, la densité calculée 3,285 g/cm3.
L'olivine est un nésosilicate : les tétraèdres SiO4 sont isolés les uns des autres par les ions Mg2+ dans la structure. Il y a deux sites non-équivalents pour les ions Mg2+, Mg1 et Mg2 (en vert clair et vert foncé respectivement sur la figure), qui sont en coordination octaédrique d'oxygène. Les octaèdres MgO6 sont reliés entre eux par leurs arêtes et forment des chaînes parallèles à la direction b. Les longueurs de liaison moyennes sont Mg-O = 2,099 Å et Si-O = 1,630 Å.

### Géochimie
Les teneurs en éléments mineurs, traces et ultratraces ont été mesurées dans dix-sept olivines de dix localités différentes couvrant diverses origines pétrologiques (olivines magmatiques, hydrothermales et originaires du manteau), les teneurs en forstérite (83,2–94,1 %) en reflétant la diversité pétrogénétique. Les concentrations en hydrogène varient de 0 à 54 ppm H2O. Les concentrations en éléments mineurs (Ni et Mn) varient de 3 072 à 4 333 ppm, et les impuretés sont dominées par Ni, Mn, Ca ou B. Les concentrations totales en éléments traces varient de 8,2 à 1 473 ppm. Les concentrations totales en terres rares et autres ultratraces sont très faibles (< 0,5 ppm). Les olivines magmatiques sont celles qui présentent le plus d'impuretés et les olivines hydrothermales le moins, les olivines dérivées du manteau ayant des concentrations intermédiaires.

### Polymorphisme
Mg2SiO4 se présente avec la structure olivine dans la croûte terrestre et jusqu’à la partie supérieure de la zone de transition du manteau. Au milieu de la zone de transition, aux alentours de 400 km de profondeur, l’olivine se transforme en wadsleyite ou β-Mg2SiO4 à structure spinelle modifiée, contenant des groupes Si2O7. À des profondeurs plus importantes, à la base de la zone de transition du manteau, c’est la ringwoodite ou γ-Mg2SiO4, à structure spinelle, qui devient stable.
Dans la série Fo-Fa on n’observe pas de polymorphisme et même des membres moins communs (ex. nickélifères) ont une structure olivine.

### Le paradoxe de l'olivine et de la tectonique des plaques
L'étude des déformations de l'olivine à 850-1 100 °C a mis en évidence une nouvelle loi de fluage qui prédit pour ce minéral une résistance du manteau lithosphérique moindre (< 500 MPa) que ce qui avait été déduit d'expériences antérieures conduites à 1 200-1 300 °C (> 2 GPa). Un paradoxe majeur entre les modélisations de la rhéologie du manteau et les observations de la tectonique de plaques pourrait ainsi être résolu (« les forces produites par la convection mantellique étaient jusqu’à maintenant insuffisantes pour déformer une lithosphère non pré-affaiblie »).
L'olivine en cristaux ou agrégats présente une forte anisotropie mécanique mais aussi des anomalies de fluage. En lien avec les universités de Montpellier et de Metz, le laboratoire UMET de l'université Lille-I a mis au jour vers 2014, un nouveau mécanisme explicatif de l'écoulement des roches dans le manteau terrestre s'appuyant sur la prise en compte de « défauts cristallins, jusqu’ici ignorés » (dislocations, ou désinclinaisons[Quoi ?]). Ce modèle permet enfin de comprendre le « paradoxe de la déformation de l’olivine » ainsi que « la dynamique de l’intérieur de notre planète, de l’échelle atomique à celle des vastes mouvements de convection qui brassent le manteau ».

## Gîtes et gisements
Sections souvent automorphes dans les roches volcaniques, plutôt xénomorphes dans les roches grenues.

### Gîtologie et minéraux associés
Dans la croûte terrestre, les membres riches en Mg sont des constituants importants des roches ignées mafiques et ultramafiques ; ils se trouvent également dans les calcaires dolomitiques métamorphisés thermiquement. Les membres riches en Fe sont des phases mineures des roches ignées alcalines et des sédiments ferrifères métamorphisés.
À teneurs élevées en magnésium la forstérite coexiste avec le périclase (MgO). En revanche, à teneurs élevées en SiO2 la forstérite se transforme en enstatite.
L'olivine est le minéral dominant des péridotites, roches constituant le manteau.
Une dunite est une roche contenant au moins 90 % d'olivine.
L'olivine est le premier minéral à cristalliser lorsqu'un magma refroidit. C'est pourquoi il est souvent présent dans les basaltes. Il peut cristalliser à une température d'environ 1 000 °C. C'est le premier minéral de la suite réactionnelle :
Olivine (Mg) → Olivine (Fe,Mg) → Pyroxène (Mg) → Pyroxène (Fe,Mg) → Amphiboles → Biotite (des hautes températures vers les basses températures).
La forstérite n'est jamais associée avec du quartz ; en fait, la présence simultanée de forstérite et de quartz conduirait à la formation spontanée de pyroxène.
Des olivines plus riches en fer peuvent coexister avec du quartz dans certains granites et syénites quartzifères, où elles sont associées avec d'autres silicates ferrifères, comme le pyroxène hédenbergite CaFeIISi2O6, le pyroxène ægyrine NaFeIIISi2O6 et l’amphibole arfvedsonite Na3(FeII4FeIII)Si8O22(OH)2.
Les olivines métamorphiques sont moins communes, mais sont quand même des minéraux importants dans certains marbres impurs et dans les roches ultramafiques métamorphosées.

### Serpentinisation et autres métamorphismes
Les olivines répondent parfaitement à la loi de Goldich : « les minéraux sont d’autant plus vulnérables que leurs conditions de genèse diffèrent plus de celles qui règnent à la surface ».
Étant formées à haute température et en absence d’eau, les olivines sont très sensibles aux agents atmosphériques, à l’altération hydrothermale, au métamorphisme de bas degré impliquant l’hydratation, l’oxydation, la silicification ou la carbonatation. Elles s’altèrent en serpentine, chlorite, amphibole, oxydes de fer (transformation dite "rubéfaction"), talc.
Par exemple, en présence de dioxyde de carbone et d'eau, l'olivine se serpentinise (se transforme en serpentine) si le rapport fer sur silicium, x, est supérieur à 0,5 :
Mg2−xFexSiO4 + 4−2x/3 H2O + x/12 CO2 → 2−x/3 Mg3Si2O5(OH)4 + 2x−1/3 SiO2 + x/3 Fe3O4 + x/12 CH4.

### Gisements producteurs de spécimens remarquables
- En France, le maar de Beaunit, au nord de la chaîne des Puys dans le Puy-de-Dôme, près de Langeac et du Puy-en-Velay dans la Haute-Loire et à Allanche dans le Cantal.
- Sur l’île de La Réunion au piton de la Fournaise, on trouve dans les coulées de basalte des macrocristaux d'olivine.
- On en trouve également sur l'île de Lanzarote.
- Le plus vieux gîte connu est l'île de Zabargad (Égypte), en mer Rouge. Cette petite île, un fragment de lithosphère océanique, était exploitée 1 000 ans av. J.-C. Le gîte est aujourd'hui épuisé.
- À Hawaï, le volcan recrache parfois des cristaux d'olivine[11].

## Exploitation
L'olivine commercialisée est généralement extraite de carrières à ciel ouvert, puis broyée, tamisée et pour certains usages soigneusement lavée et débarassée de ses impuretés (le matériaux est alors plus couteux)

## Utilisations

### Sidérurgie
L'olivine est utilisée comme additif dans la sidérurgie, où elle entre dans la préparation de l'aggloméré. Elle apporte de la magnésie au minerai de fer enfourné au haut fourneau, afin de servir de fondant et de contrôler les caractéristiques du laitier. La consommation d'olivine dépend essentiellement du procédé par haut fourneau :

« Pour le sidérurgiste, l'olivine est synonyme de dunite à forte teneur en MgO[…] L'activité minière repose sur un seul gros consommateur, la sidérurgie[…] Elle permet d'apporter la magnésie et d'augmenter la basicité du laitier tout en lui conservant des caractéristiques de fusibilité et de viscosité convenables. La magnésie est indispensable aux hauts fourneaux pour assurer un meilleur coefficient de partage du soufre entre la fonte et le laitier[…]

Dans la préparation des boulettes, ce silicate naturel de fer et de magnésium de formule : (Mg,Fe)2SiO4, est ajouté (entre 3 et 6%) pour réduire leur gonflement ; cependant, il diminue leur résistance et augmente la consommation thermique. L'olivine remplace en tout ou partie la dolomie[…]. »

— Jacques Corbion, Le savoir… fer — Glossaire du haut-fourneau
La magnésie présente dans l'olivine évite aussi au laitier de haut fourneau cristallisé de se déliter lorsqu'il absorbe de l'humidité.
On emploie aussi épisodiquement ce minéral en fonderie car « à cause de son faible coefficient de dilatation, l’olivine a quelques applications dans la fabrication des noyaux ».

### Géoingénierie
Une méthode de géoingénierie, l'altération forcée, envisage l'épandage d'olivine finement broyée pour fixer le dioxyde de carbone atmosphérique dans les sols agricoles.

### Sablage
L'olivine en forme sableuse de fine granulométrie peut être utilisée pour le sablage de surface métallique dans le cadre d'un traitement de surface (avant zingage ou peinture par exemple), à condition de ne pas contenir d'impuretés de type micas, chlorites, sulfure, épidote).

### Fabrication du ciment
Il est mis en évidence en 2023 que l'olivine est susceptible de remplacer le clinker dans la fabrication du ciment, réduisant ainsi le bilan carbone de sa fabrication,.

## Galerie

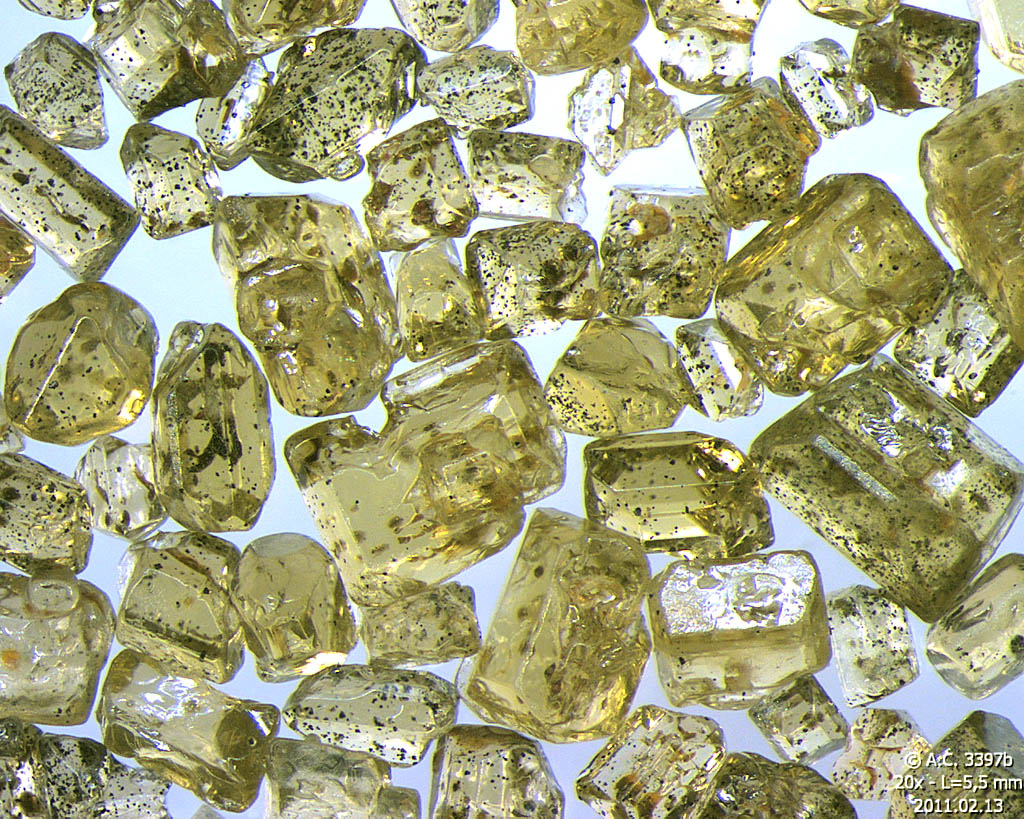
Cristaux d'olivine dans un sable d'une plage de l'île d'Oahu (Hawaii) - Largeur de champ = 5,5 mm.